# Golfe de Sainte-Euphémie
Le golfe de Sainte-Euphémie  (italien : Golfo di Sant'Eufemia) est un golfe d'Italie.

## Géographie
Situé dans l'ouest de la Calabre, le golfe accueillit les navires britanniques déposant des troupes pour la bataille de Maida en 1806.
Il délimite la partie ouest de l'Isthme de Catanzaro, l'isthme le plus étroit de la péninsule italienne.

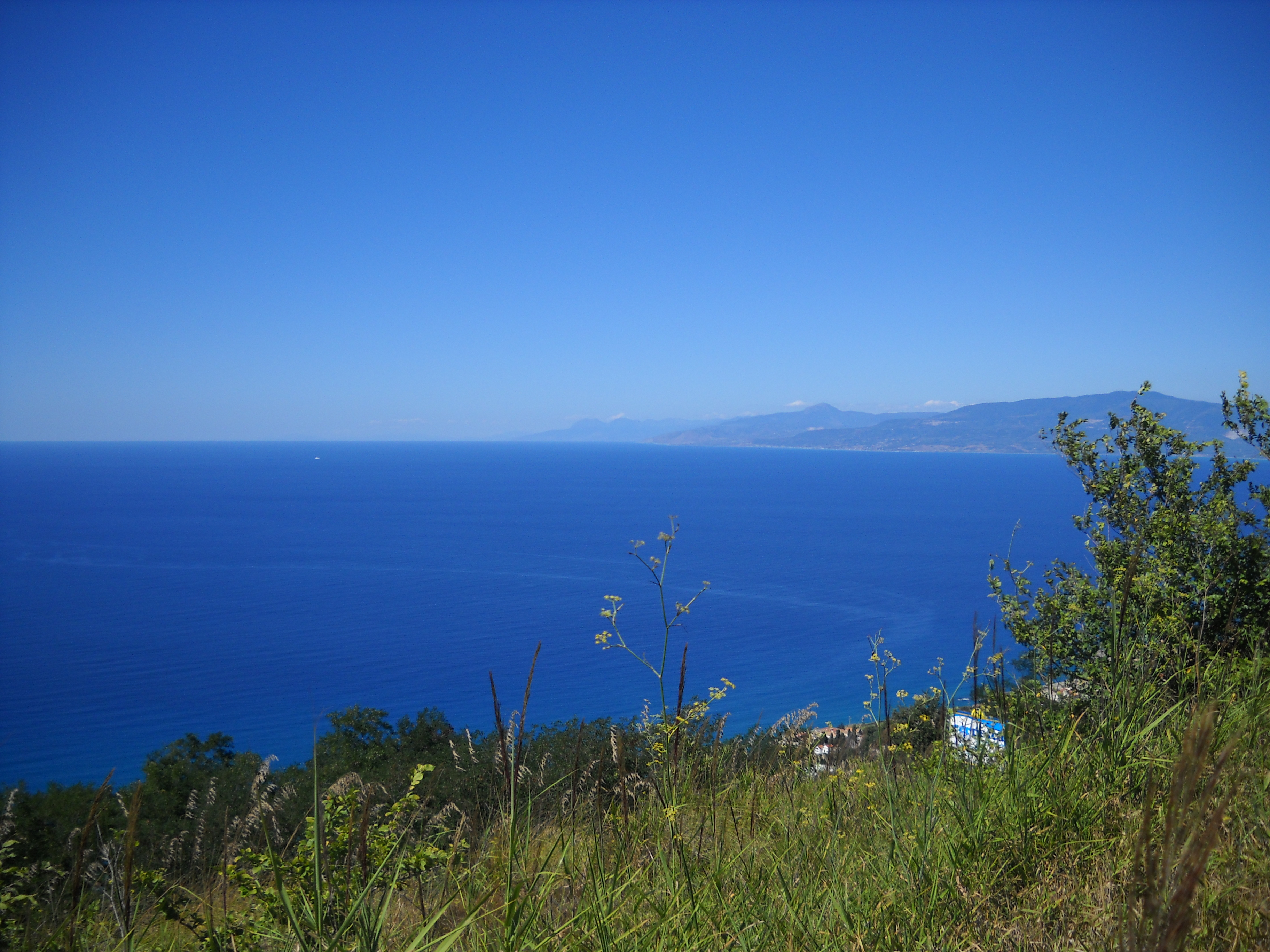
Golfe de Sainte-Euphémie.